# Антифашистки работнически и селски милиции
Антифашистките работнически и селски милиции (АРСМ) (на испански: Milicias Antifascistas Obreras y Campesinas, MAOC) са милиционерски групи, създадени през Втората испанска република през 1934 г. Целта им е да защитават лидерите на Комунистическата партия на Испания (PCE) и Обединената социалистическа младеж (JSU) от атаките на фашистки милиционерски групи като Сините ризи на испанската фаланга.
АРСМ са особено активни през няколкото месеца преди преврата от 1936 г. и първите месеци на Гражданската война в Испания. Много от членовете на Пети полк на народната армия по време на войната принадлежат към антифашистките работнически и селски милиции.

## История
Повечето от членовете на АРСМ принадлежат към Обединената социалистическа младеж. Те получават оръжия и основно паравоенно обучение.
Малко след испанския преврат от 17 юли 1936 г. АРСМ формира пет батальона, които участват активно в защитата на Мадрид. Един от тези батальони се превръща в прочутия „Пети полк“ (5º Regimiento de Milicias Populares), военна част, пряко подкрепяна от Комунистическата партия на Испания и предназначена като модел за други военни части в първоначалния хаотичен период на гражданската война. В първата критична фаза на войната комунистите и социалистите ръководят прилагането на политика, която се стреми да замени спонтанните и дезорганизирани банди, биещи се за Испанската република, с лоялни, дисциплинирани и милитаризирани части. Така членовете на АРСМ се интегрират в различни части на Испанската републиканска армия и тяхната милиция се разформирова.
Членовете на антифашистките работнически и селски милиции носят униформа със светлосиня риза и червена вратовръзка. Политическите комисари носят червена звезда на джоба на гърдите на ризите.